# Edinburgh Challenger 1998
L'Edinburgh Challenger 1998 è stato un torneo di tennis facente parte della categoria ATP Challenger Series nell'ambito dell'ATP Challenger Series 1998. Il torneo si è giocato a Edimburgo in Gran Bretagna dall'8 al 13 settembre 1998 su campi in terra verde.

## Vincitori

### Singolare
Tomas Nydahl ha battuto in finale  Jan Frode Andersen con il punteggio di 6–4, 6–1

### Doppio
Edwin Kempes /  Peter Wessels hanno battuto in finale  Marcos Ondruska /  Chris Wilkinson con il punteggio di 6–7, 6–3, 6–2